# A-Kon
A-Kon est une convention d'anime ayant lieu aux États-Unis.

## Histoire

### Création
La première édition a lieu en 1990.